# Metro de Kōbe
El Metro de Kōbe (神戸市営地下鉄, Kōbe-shiei chikatetsu) és un ferrocarril metropolità de la ciutat de Kobe, capital de la prefectura de Hyogo, Japó. La xarxa va ser fundada el 1977 i és propietat de la regidoria de transports de Kōbe, ens públic pertanyent a l'ajuntament. Com a la majoria de grans ciutats japoneses, la xarxa pública de ferrocarril es complementa amb altres de privades i del tercer sector.

## Història
L'agost de 1917 s'inaugurà a Kôbe el tramvia municipal, el qual prestà servei a la ciutat fins al seu desmantellament el març de 1971. El metro es va plantejar el mateix any com un sistema de substitució als antics tramvies per a prestar servei als barris del nord i l'oest de la ciutat. La construcció de la primera línia començà el mateix any. El març de 1977 s'inaugurà i començà el seu servei la línia Seishin de 5,7 quilòmetres des de l'estació de Myōdani fins a l'estació de Shin-Nagata.
Des de 1977, la xarxa ha estat en constant creixement. Al març de 1987es creà la línia Seishin-Yamate, la qual cobrix 22,7 quilòmetres des de l'estació de Seishin-chūō fins a l'estació de Shin-Kōbe. Després d'això, la línia es va vore complementada per una de privada, la línia Hokushin, la qual circula entre Shin-Kôbe i l'estació de Tanigami i que el maig de 2020 va passar a mans públiques formant part de manera oficial del metro de Kôbe. Les dues línies juntes formen la "línia verda", que serveix el nord de la ciutat. Tot i la tragèdia del terratrèmol de Kobe de 1995i amb el desig d'unir els districtes de Hyōgo i Nagataamb el cor de la ciutat, el juliol de 2001 s'inaugurà la línia Kaigan, de 7,9 quilòmetres, entre l'estació de Shin-Nagata i l'estació de Sannomiya-Hanadokeimae.

## Línies
| Color i icona | Color i icona | No.    | Nom                  | Nom original | Inaugurada | Darrera extensió | Llargaria | Estacions |
| ------------- | ------------- | ------ | -------------------- | ------------ | ---------- | ---------------- | --------- | --------- |
| Verd          |               | S      | Línia Seishin-Yamate | 西神・山手線 | 1977       | 1987             | 22,7 km   | 16        |
| Blau          |               | K      | Línia Kaigan         | 海岸線       | 2001       | -                | 7,9 km    | 10        |
| Marró         |               | S      | Línia Hokushin       | 北神線       | 1988       | -                | 7,5 km    | 2         |
| Total:        | Total:        | Total: | Total:               | Total:       | Total:     | Total:           | 129,9 km  | 123       |

## Parc mòbil

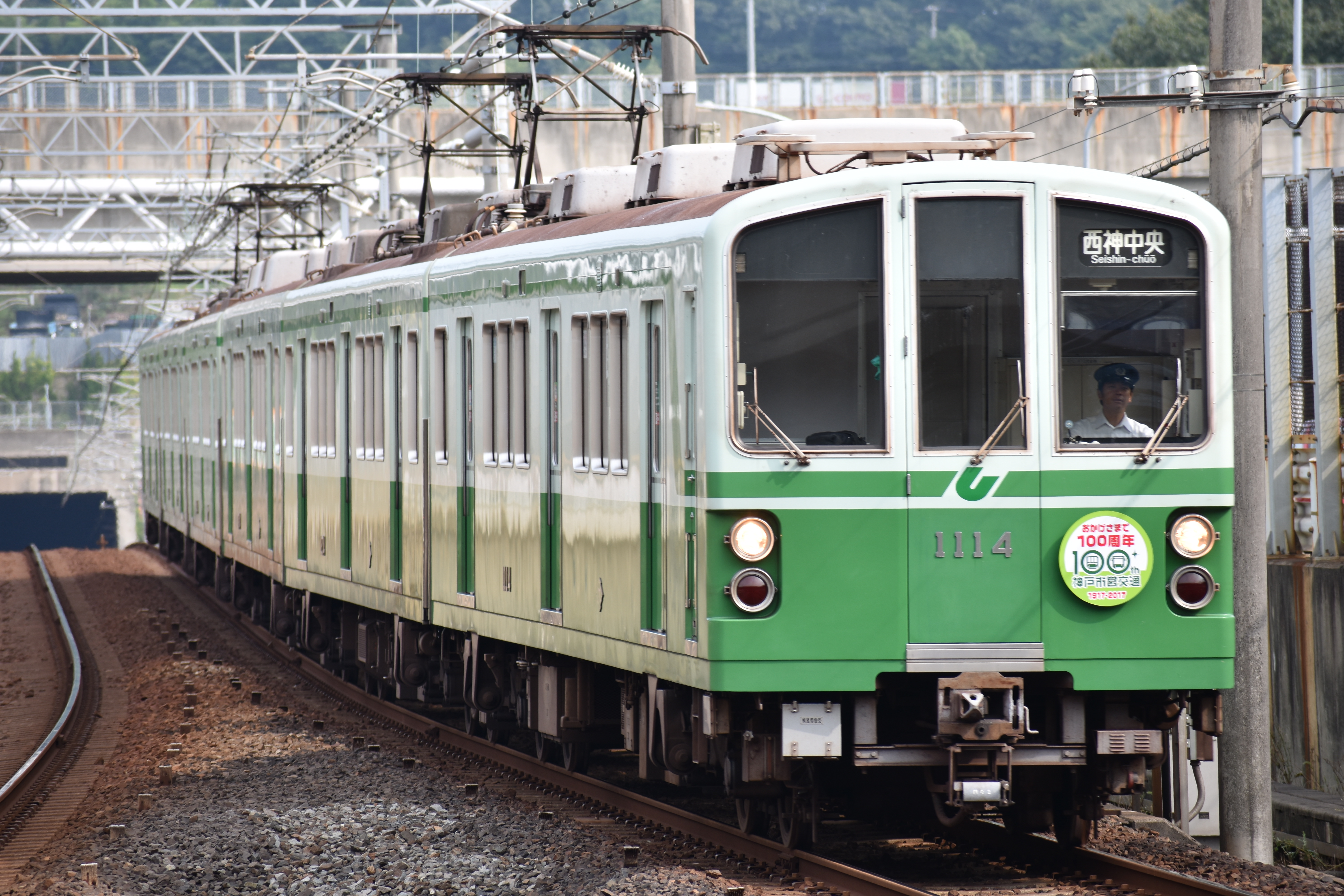
Sèrie 1000 (1977-)
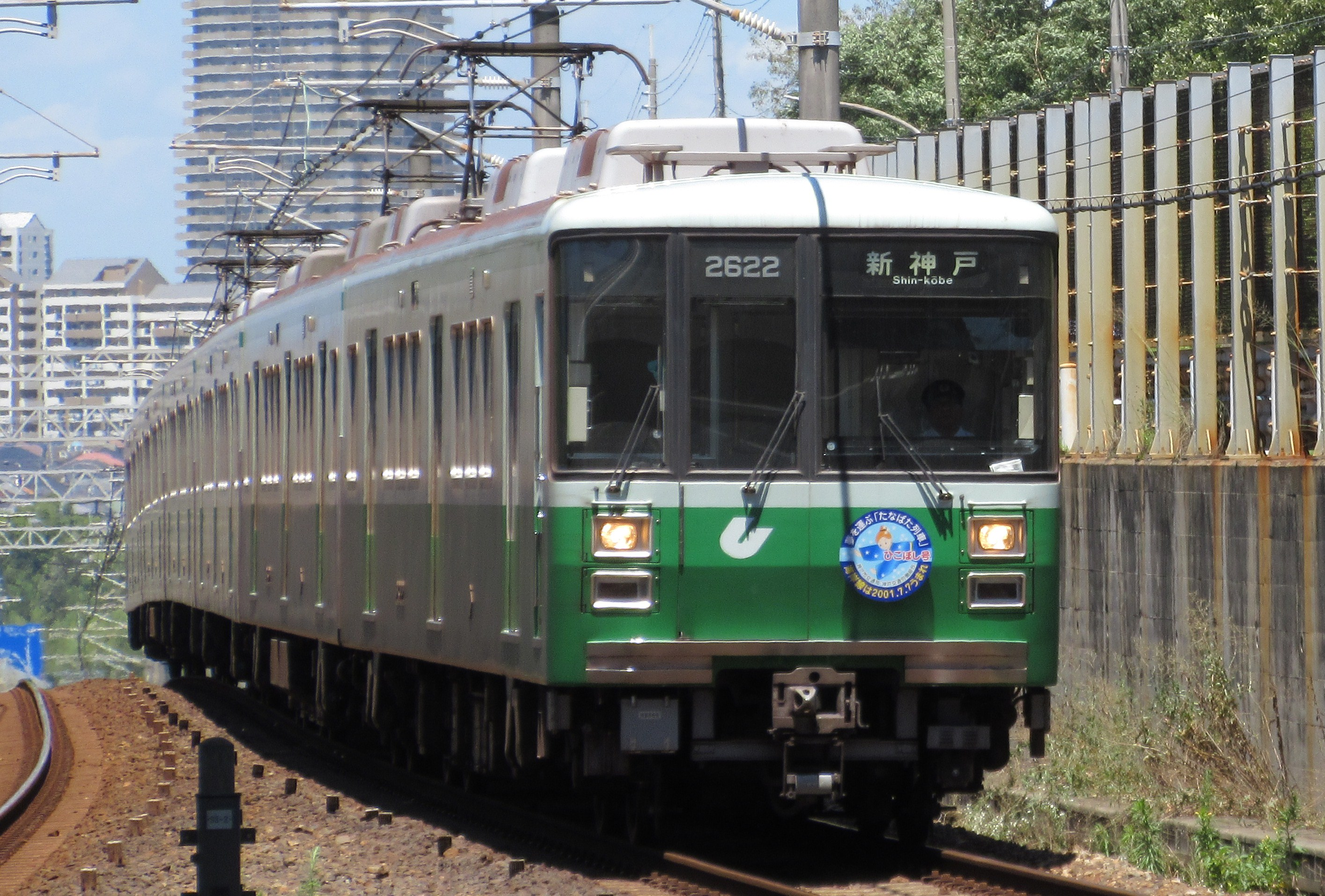
Sèrie 2000 (1988-)
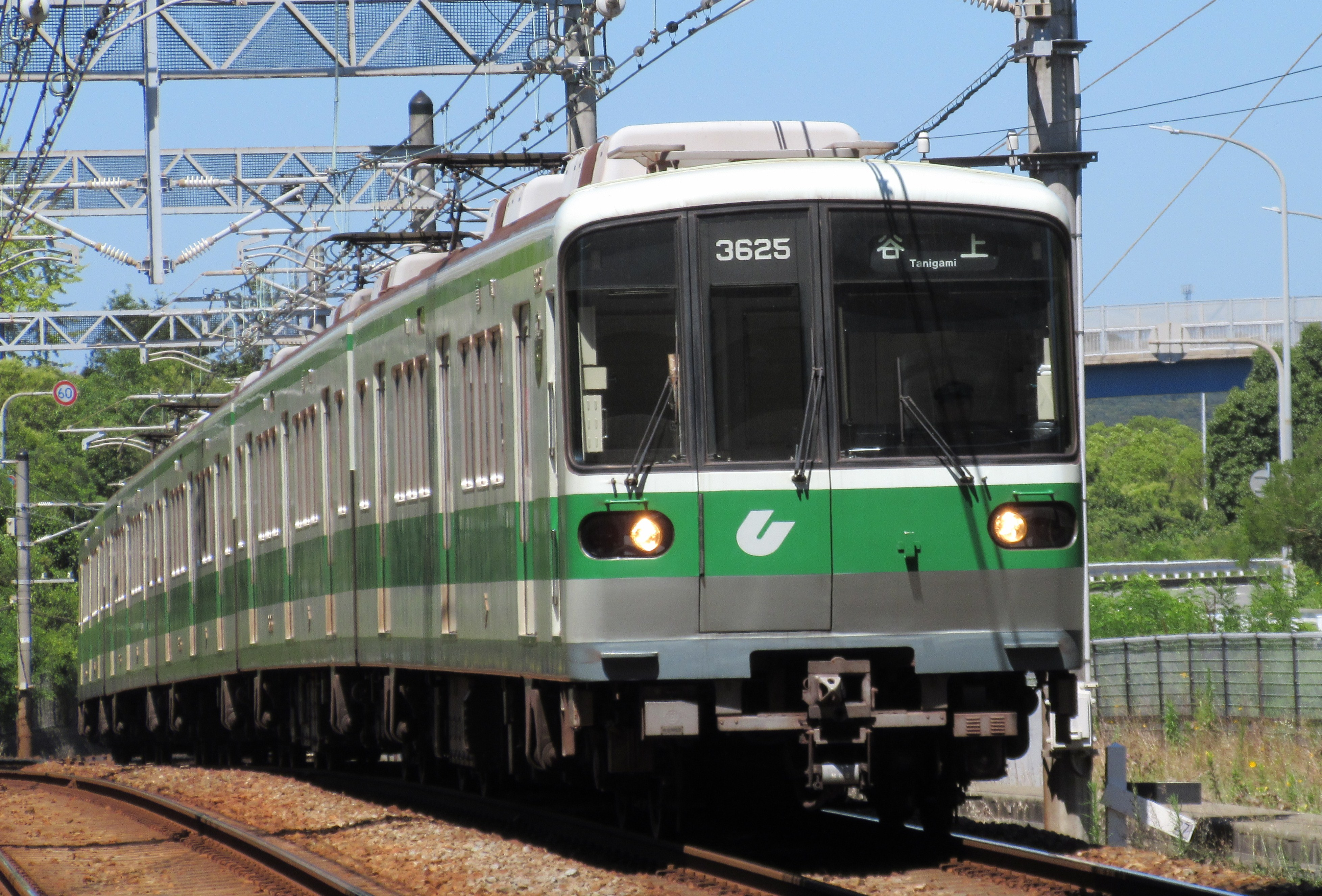
Sèrie 3000 (1992-2021)
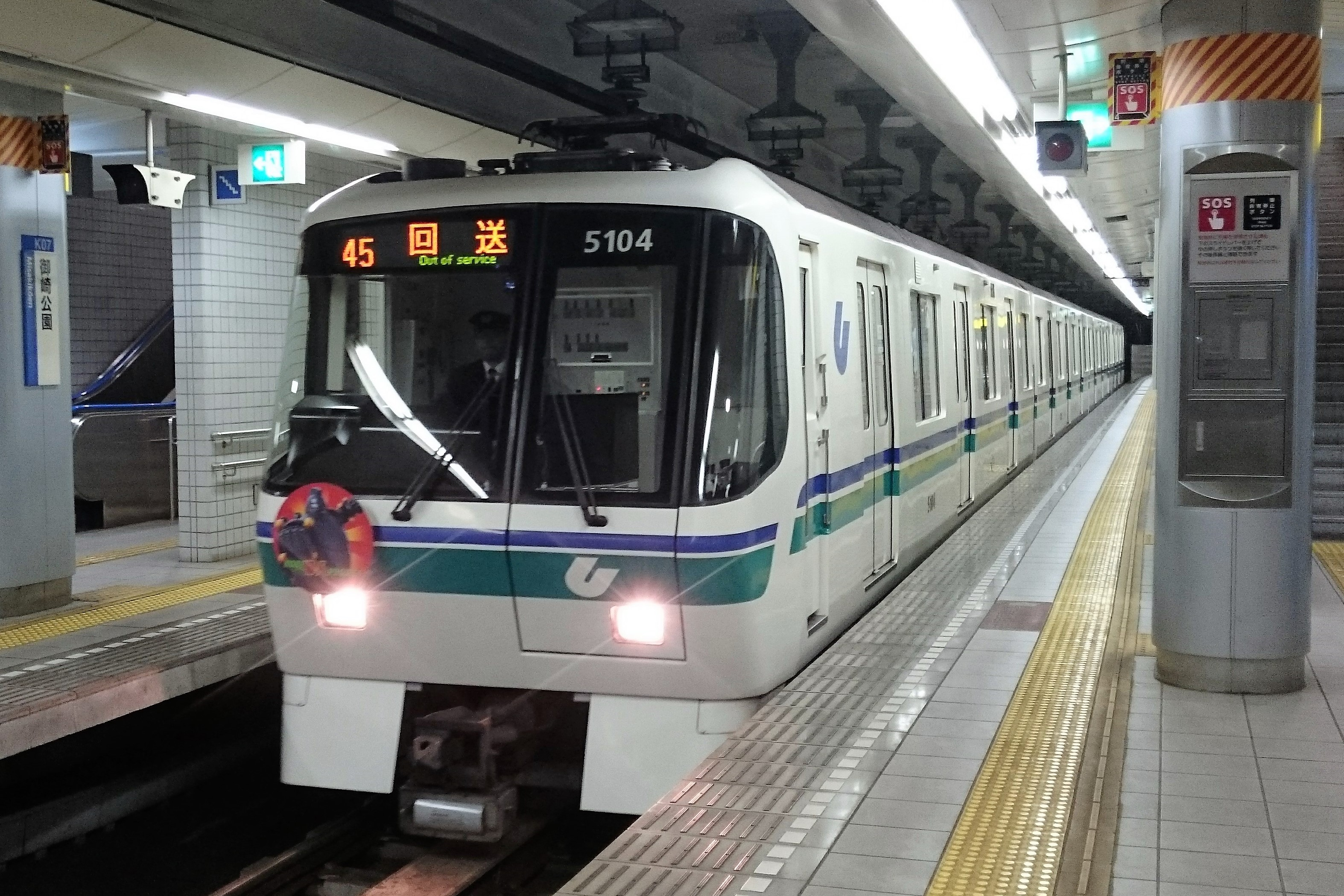
Sèrie 5000 (2001-)
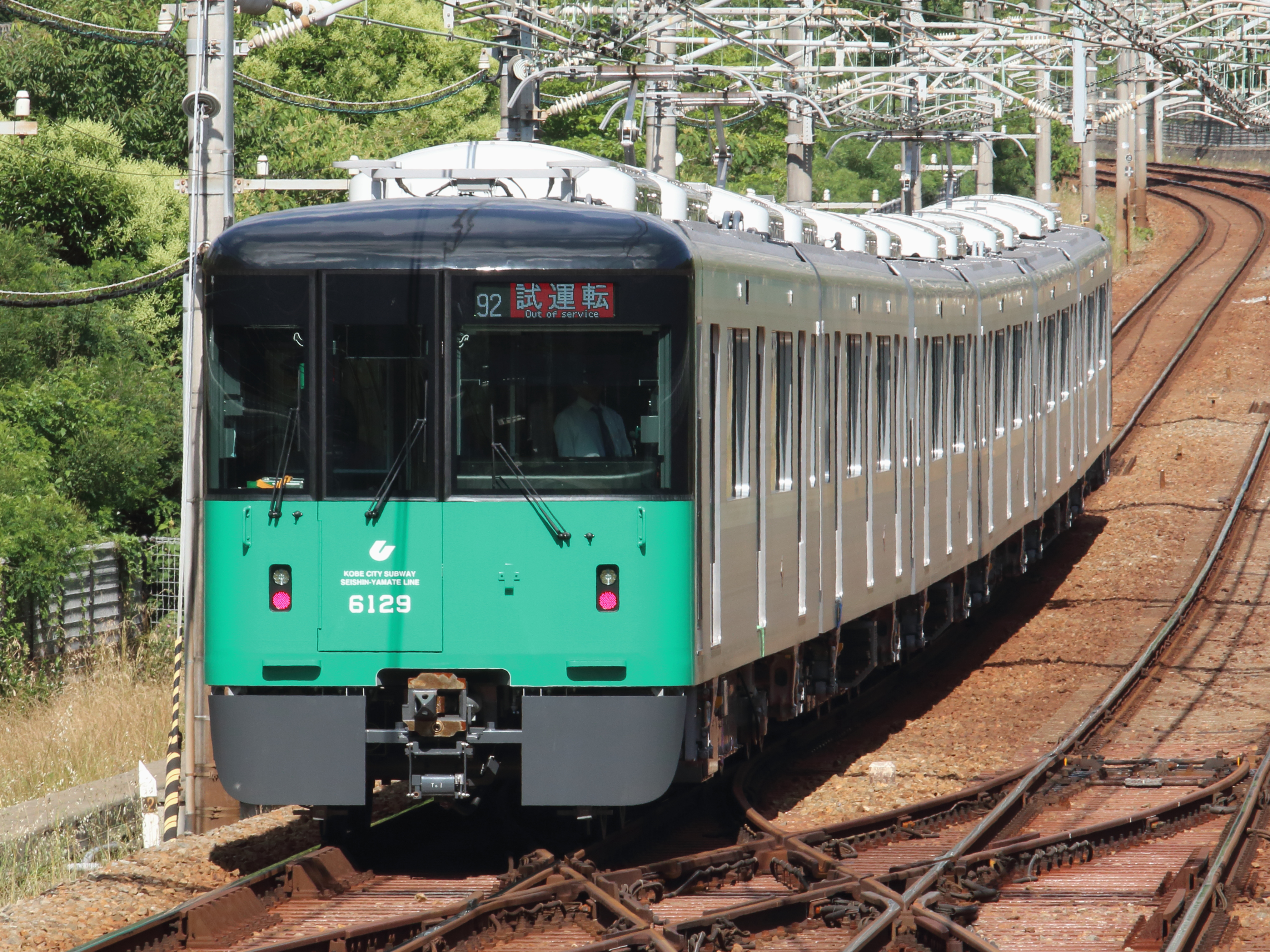
Sèrie 6000 (2019-)
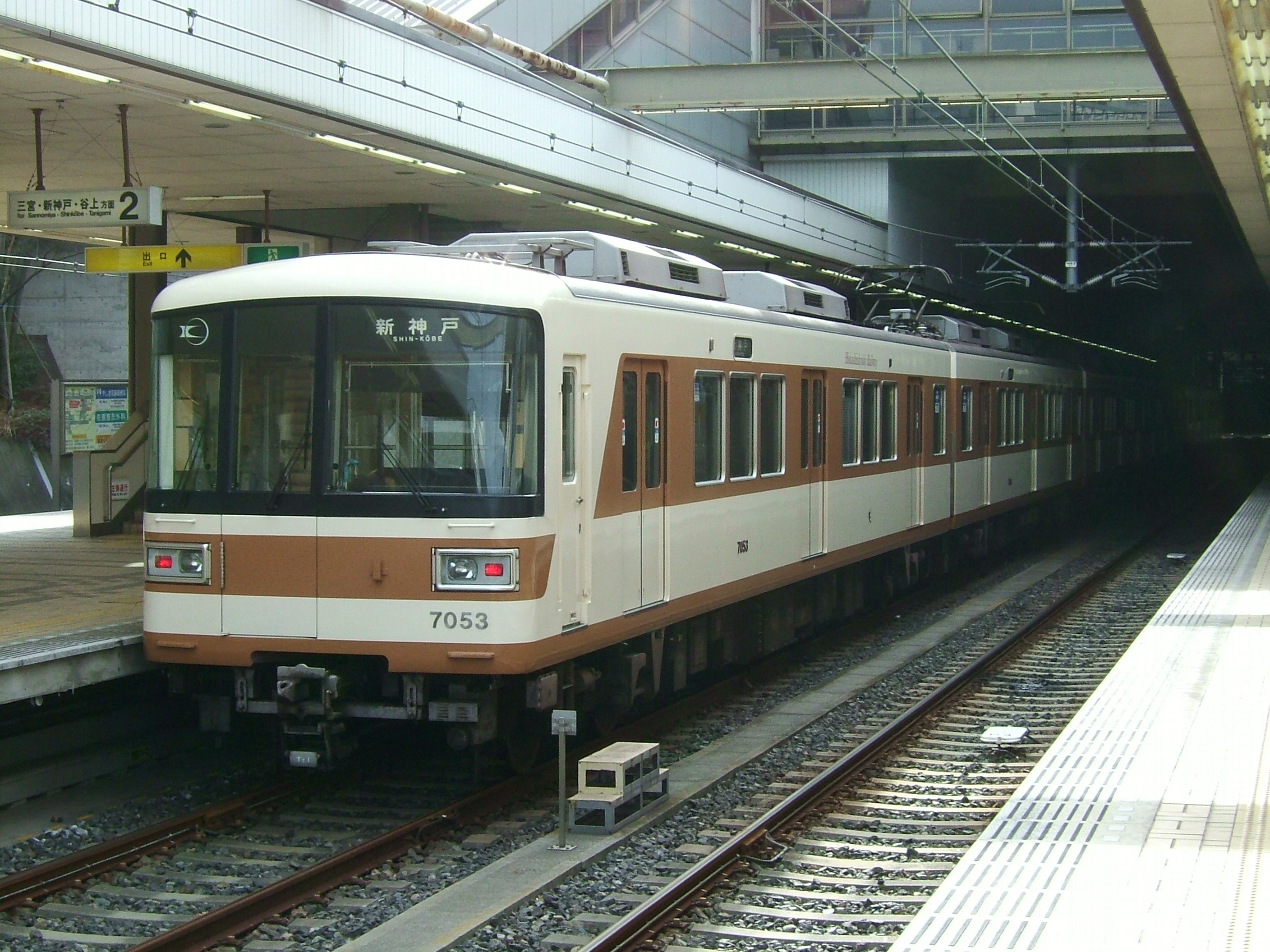
Sèrie 7000 (1988-)